# Індекс гендерної нерівності

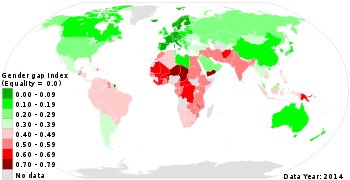
Індекс гендерної нерівності по країнам (зелений - нерівність нижче, червоний - вище)

Індекс гендерної нерівності (англ. Gender Inequality Index) — інтегральний показник, який відображає нерівність у можливостях досягнень між чоловіками і жінками в трьох вимірах: репродуктивне здоров'я, розширення прав і можливостей, а також на ринку праці. Індекс був представлений Секретаріатом Всесвітнього економічного форуму в Женеві в 2010 році. Використовується Організацією Об'єднаних націй в доповіді про людський розвиток з 2010 року.

## Методологія вимірювання індексу
Методологія індексу гендерної нерівності схожа на методологію індексу людського розвитку, скоригованого з урахуванням нерівності чоловіків і жінок. Індекс теоретично може змінюватися від нуля (повна рівність жінок і чоловіків у правах і можливостях) до одиниці (повна нерівність у всіх вимірах).
Індекс гендерної нерівності можна інтерпретувати як відсоток втрат потенційного рівня людського розвитку через недоліки у включених в нього вимірах. На відміну від індексу людського розвитку, більш високі значення індексу гендерної нерівності означають найгірші досягнення.
Індекс враховує такі фактори, що визначають його значення.

### Репродуктивне здоров'я
Репродуктивне здоров'я вимірюється двома показниками: рівнем материнської смертності і коефіцієнтом народжуваності у дівчат-підлітків. В даному випадку для розрахунку індексу використовуються показники здоров'я, яким немає відповідних еквівалентів для чоловіків. Однак, введення цих показників обґрунтовано тим, що безпечне материнство відображає те, наскільки суспільство вважає важливим здоров'я жінок і їх роль у відтворенні людства. Репродуктивне здоров'я дівчаток і жінок для розрахунку індексу порівнюється з ідеальними показниками: відсутністю материнської смертності та підліткової вагітності. Обґрунтовується це тим, що вагітність і дітонародження самі по собі не тільки пов'язані з ризиком, але і (якщо стаються надто рано) завдають масштабної шкоди здоров'ю жінок і обмежують їхні репродуктивні можливості. Раннє виношування дитини (коефіцієнт народжуваності у підлітків) пов'язане з великими небезпеками для здоров'я матері і дитини і зазвичай заважає молодим жінкам відвідувати школу, часто прирікаючи їх в кращому випадку на низькокваліфіковану роботу (одна з причин гендерного розриву в оплаті праці).

### Розширення прав та можливостей
Дана складова індексу також вимірюється двома показниками: співвідношенням числа жінок і чоловіків у парламенті (див. Гендерні квоти) і рівнем середньої та вищої освіти серед жінок (див. напр. Список країн за середньою кількістю років перебування жінок в закладах освіти).
Як показали дослідження, в 2010 році жінки не були представлені в представницьких органах влади тільки в 2 з 138 країн (без врахунку, наскільки). Для того, щоб зробити можливими обчислення, нульові значення були замінені на значення в 0,1 відсотка. Обґрунтовувалося це тим, що навіть якщо жінки не представлені в парламенті, вони мають деякий політичний вплив.

### Ступінь економічної активності
Економічна активність вимірюється рівнем представленості жінок в тій частині населення, яке зайняте в суспільному виробництві, тобто представляє робочу силу (див. Неоплачувана робота).

## Значення індексу гендерної нерівності
Середнє значення індексу гендерної нерівності в світі складає 0,44 (2018), що говорить про 44-відсоткові втрати внаслідок гендерної нерівності по всіх трьох вимірах інтегрального індексу. Оптимальне значення індексу становить 0,037 для Швейцарії. У п'ятірці країн-лідерок за цим показником знаходяться також Данія, Швеція, Швейцарія та Норвегія. Найгірші значення (з точки зору нерівності можливостей для жінок в порівнянні з чоловіками) — 0,85 для Ємену. Для розвинених країн-членів ОЕСР середнє значення індексу 0,32, для країн Південної Азії — 0,74.
У країнах на південь від Сахари, державах Південної Азії і арабських державах спостерігаються найбільші показники гендерної нерівності. При цьому найважливішим фактором там є репродуктивне здоров'я. Незважаючи на те, що в Середньому Сході і в Північній Африці жінка у віці 30 років більш здорова і освічена, ніж її мати, вона стикається з найбільшими перешкодами в пошуку роботи і грає менш активну публічну роль, ніж її однолітки в інших регіонах світу.

## Дивитись також
- Індекс гендерного розвитку
- Глобальний звіт про гендерний розрив
- Материнська смертність
- Гендер
- Гендерні дослідження